# Hauptstraße C39
Die Hauptstraße C39 (auch MR39) ist – neben der Nationalstraße B2 – eine der bedeutendsten Verbindungsstraßen zwischen Zentralnamibia und der Südatlantikküste. Die C39 durchquert den Westen des Land von Torra Bay im Westen über Khorixas und Outjo bis nach Otavi und trifft hier auf die Nationalstraße B1.